# Шальк-Голодковский, Александр
Александр Шальк-Голодковский (нем. Alexander Schalck-Golodkowski; 3 июля 1932, Берлин — 21 июня 2015, Роттах-Эгерн) — государственный деятель ГДР, член СЕПГ. Руководитель тайного отдела коммерческой координации в министерстве внешней торговли ГДР, отвечал за нелегальную торговлю с капиталистическими странами. Получил известность в связи с успешными переговорами с Францем Йозефом Штраусом в 1983 году по поводу предоставления Западной Германией миллиардного кредита, спасшего ГДР от объявления себя банкротом.

## Биография
Родился в семье апатрида с российскими корнями Петра Голодковского. В 1940 году его усыновила семья Шальк. В 1948—1950 годах прошёл обучение в области точной механики. В 1951 году вступил в ССНМ. В 1952 году Шальк-Голодковский получил должность делопроизводителя на внешнеторговом предприятии, но вскоре перешёл на работу в министерство внешней и внутригерманской торговли ГДР, где спустя год получил повышение до главного референта отдела инструментального машиностроения. В 1954—1957 годах Шальк-Голодковский изучал экономику в Высшей школе внешней торговли в Берлине.
В 1955 году Шальк-Голодковский вступил в СЕПГ, в 1956—1962 годах работал на должности начальника главного административного отдела министерства внешней и внутригерманской торговли. В 1958 году Шальк-Голодковский был назначен представителем по внешней торговле в постоянной комиссии по строительству в Совете экономической взаимопомощи. В 1962—1966 годах возглавлял партийную организацию в министерстве внешней торговли.
В 1966 году получил назначение в новый отдел коммерческой координации, занимавшийся тайными сделками по приобретению иностранной валюты для обеспечения платёжеспособности ГДР. Карьера Шалька-Голодовского в министерстве государственной безопасности ГДР началась в 1967 году, когда он получил звание офицера по особым поручениям в рабочей группе отдела коммерческой координации. В 1975 году Шальк-Голодковский получил звание полковника. Присвоение следующего звания генерала было невозможно по соображениям конфиденциальности, тем не менее в последние годы Шальк-Голодковский получал содержание, соответствующее званию генерал-лейтенанта.
В 1970 году защитил диссертацию по теме предотвращения экономических потерь и приобретения иностранной валюты, на которую был наложен гриф секретности. В 1967—1975 годах Шальк-Голодковский занимал должность заместителя министра внешней торговли в чине статс-секретаря. В 1981 году Шальк-Голодковский принимал участие в переговорах между федеральным канцлером Гельмутом Шмидтом и председателем Государственного совета ГДР Эрихом Хонекером о предоставлении кредитов ГДР. На основе этих переговоров в 1983 году Шальк-Голодковский руководил успешно завершившимися переговорами с премьер-министром Баварии Францем Йозефом Штраусом о предоставлении миллиардного кредита ГДР. В 1986 года Шальк-Голодковский вошёл в состав Центрального комитета СЕПГ. Был известен своими предложениями по преодолению кофейного кризиса. 
В ходе политических волнений, охвативших ГДР в 1989 году, на основании газетных публикаций о внешнеторговых махинациях Шальк-Голодковского, он был исключён из состава ЦК СЕПГ 3 декабря 1989 года. В панике, опасаясь физического устранения, 4 декабря он с супругой Зигрид (дочь видных гдровских чиновников Курта Блехи и Иоганне Блехе) бежал в Западный Берлин, сдался властям и был помещён в следственный изолятор. Экстрадиция Шальк-Голодковского по запросу генеральной прокуратуры ГДР была отклонена. В январе 1990 года супруги Шальк-Голодковские поселились в Роттахе-Эгерне на Тегернзе. Шальк-Голодковский дал показания касательно криминальных методов работы отдела коммерческой координации и своей деятельности по линии министерства государственной безопасности. В отношении Шалька-Голодковского была заведено несколько уголовных дел, в результате рассмотрения которых судом он был приговорён к условным срокам лишения свободы.
Автор мемуаров «Немецко-немецкие воспоминания».

## Публикации
- Deutsch-deutsche Erinnerungen. Rowohlt Verlag, Reinbek b. Hamburg 2000, ISBN 3-498-06330-8.